# Règle d'introduction (logique)
Les règles d'introduction des connecteurs (disjonction, conjonction, implication, négation, etc.) sont des règles d'inférence que l'on trouve dans le calcul des séquents et la déduction naturelle. Elles jouent un rôle déterminant dans la description de ces systèmes, car elles permettent d'expliquer comment les connecteurs sont « introduits » dans le cours d'une démonstration. En dehors des règles structurelles, le calcul des séquents ne contient que des règles d'introduction et aucune règle d'élimination. 
Les règles d'introduction ont été présentées pour la première fois par Gentzen en 1934 dans son article fondateur Recherches sur la déduction logique sous le nom allemand « Einführung », qui veut précisément dire introduction.

## Présentation des règles
Un séquent Γ  ⊢  Δ est une expression logique qui se lit « du multiensemble Γ de formules on déduit le multiensemble Δ de formules ».  rappelons qu'une règle d'inférence explique comment d'une famille de séquents (les prémisses) on peut déduire un séquent (la conclusion).  Les règles d'introduction ont pour but de « complexifier » les formules de base, pour démontrer les propositions les plus générales.

## Forme générale
Soit un connecteur ★, une règle d'introduction de  ★ se présente sous la forme suivante. C'est en particulier la forme qu'elle a en (déduction naturelle):
{\displaystyle {\frac {\vdots }{A\star B}}}
Les points {\displaystyle \vdots }  représentent une ou plusieurs démonstrations de propositions et ces propositions sont, soit A, soit B et ne sont pas, a priori, la proposition A ★ B, qui doit être « introduite ».

## Introduction à droite
En calcul des séquents, on peut introduire le nouveau connecteur, soit à droite, soit  à gauche du symbole  ⊢. 
Par exemple, étant donné un connecteur ★, la règle d'inférence d'introduction à droite de ★ a la forme
{\displaystyle {\frac {...}{\Gamma \vdash \Delta ,A\star B}}}
où les antécédents de la règle sont constitués de séquents qui contiennent les propositions de  Γ et de Δ ainsi que la proposition A et la proposition B.

## Introduction à gauche
En calcul des séquents,  l'introduction à gauche se présente ainsi:
{\displaystyle {\frac {...}{\Gamma ,A\star B\vdash \Delta }}}

## Exemples de règles d'introduction en  déduction naturelle
{\displaystyle {\frac {A\qquad B}{A\wedge B}}\qquad {\frac {A}{A\vee B}}\qquad {\frac {B}{A\vee B}}\qquad {{[A] \atop \vdots } \atop {\frac {B}{A\Rightarrow B}}}\qquad {\frac {\Gamma ,A\vdash \perp }{\Gamma \vdash \neg A}}}
Ces règles ont toutes une justification par une proposition logique valide, ainsi l'introduction du ∧ se justifie par la proposition Échec de l’analyse (SVG (MathML peut être activé via une extension du navigateur) : réponse non valide(« Math extension cannot connect to Restbase. ») du serveur « http://localhost:6011/fr.wikipedia.org/v1/ » :): {\displaystyle A \wedge B \Rightarrow A \wedge B}
, tandis que les introduction du ∨ se justifient par les propositions {\displaystyle A\Rightarrow A\vee B} et {\displaystyle B\Rightarrow A\vee B}.

## Exemples de règles d'introduction en calcul des séquents

### Pour la conjonction
{\displaystyle {\frac {\Gamma \vdash \Delta ,A\qquad \Gamma \vdash \Delta ,B}{\Gamma \vdash \Delta ,A\wedge B}}\qquad {\frac {\Gamma ,A\vdash \Delta }{\Gamma ,A\wedge B\vdash \Delta }}\qquad {\frac {\Gamma ,B\vdash \Delta }{\Gamma ,A\wedge B\vdash \Delta }}\qquad }
Autrement dit la conjonction a une règle d'introduction à droite et deux règles d'introduction à gauche.  La première règle pourrait se lire si « de Γ je déduis Δ ou A » et « de Γ je déduis Δ ou B » alors  « de Γ je déduis Δ ou A v B ».  La deuxième règle pourrait se lire si  « de Γ ou A je déduis Δ » alors  « de Γ ou A ∧ B   je déduis Δ »

### Pour la disjonction
{\displaystyle {\frac {\Gamma \vdash \Delta ,A}{\Gamma \vdash \Delta ,A\vee B}}\qquad {\frac {\Gamma \vdash \Delta ,B}{\Gamma \vdash \Delta ,A\vee B}}\qquad {\frac {\Gamma ,A\vdash \Delta \qquad \Gamma ,B\vdash \Delta }{\Gamma ,A\vee B\vdash \Delta }}\qquad }
La disjonction a deux règles d'introduction à droite et une règle d'introduction à gauche.

### Pour l'implication
{\displaystyle {\frac {\Gamma ,A\vdash \Delta ,B}{\Gamma \vdash \Delta ,A\Rightarrow B}}\qquad {\frac {\Gamma \vdash \Delta ,A\qquad \Gamma ,B\vdash \Delta }{\Gamma ,A\Rightarrow B\vdash \Delta }}\qquad }
L'implication a une règle d'introduction à droite et une règle d'introduction à gauche.

### Pour la négation
{\displaystyle {\frac {\Gamma \vdash \Delta ,A}{\Gamma ,\neg A\vdash \Delta }}\qquad } {\displaystyle {\frac {\Gamma ,A\vdash \Delta }{\Gamma \vdash \Delta ,\neg A}}}
Une proposition dans une partie du séquent correspond à la même proposition niée dans l'autre partie du séquent.

## Règle d'introduction de quantificateurs
Au-delà des connecteurs, il y a aussi des règles d'introduction pour les quantificateurs. Ainsi, pour l'introduction du quantificateur universel on a la règle:
{\displaystyle {\frac {\Gamma \vdash \Delta ,P(a)}{\Gamma \vdash \Delta ,\forall x\cdot P(x)}}}